# بريف ليو
بريف ليو (بالإنجليزية: Brave Leo)‏ هو بوت دردشة يستند إلى نموذج لغوي كبير من تطوير شركة بريف سوفتوير، وهو مضمن مع متصفح بريف.

## التاريخ
في نوفمبر 2023 أعلنت الشركة عن إطلاق نسخة لنظم تشغيل أندرويد وآي أو إس خلال الأشهر المقبلة.

## المزايا
يستعمل ليو نموذجي لاما من تطوير ميتا أيه آي، وكلود من تطوير أنثروبيك.
يمكن لبريف ليو اقتراح أسئلة متتالية، وتلخيص صفحات الويب ومستندات صيغة المستندات المنقولة ومقاطع الفيديو.
لدى بريف ليو اشتراك مدفوع يكلف $15 شهريًا، ويتيح المزيد من الطلبات فوق الحد المسموح، ونماذج لغوية أكبر.

## الخصوصية
لا يخزن ليو الإجابات التي يمليها على المستخدمين.

## وصلات خارجية
- الموقع الرسمي